# Fatunaus
Fatunaus is een bestuurslaag in het regentschap Kupang van de provincie Oost-Nusa Tenggara, Indonesië. Fatunaus telt 1311 inwoners (volkstelling 2010).